# József Palotás
József Palotás (Budapest, Hungría, 14 de mayo de 1911-16 de noviembre de 1957) fue un deportista húngaro especialista en lucha grecorromana donde llegó a ser medallista de bronce olímpico en Berlín 1936.

## Carrera deportiva
En los Juegos Olímpicos de 1936 celebrados en Berlín ganó la medalla de bronce en lucha grecorromana estilo peso medio, tras el sueco Ivar Johansson (oro) y el alemán Ludwig Schweickert (plata).